# Zimiromus volksberg
Zimiromus volksberg Platnick & Shadab, 1981 è un ragno appartenente alla famiglia Gnaphosidae.

## Etimologia
Il nome della specie deriva dalla località del Suriname di rinvenimento degli esemplari nell'agosto 1977: le montagne Volksberg.

## Caratteristiche
L'olotipo femminile rinvenuto ha lunghezza totale è di 5,54mm; la lunghezza del cefalotorace è di 1,89mm; e la larghezza è di 1,51mm.

## Distribuzione
La specie è stata reperita nel Suriname: l'olotipo femminile è stato rinvenuto sulle montagne Volksberg.

## Tassonomia
Al 2016 non sono note sottospecie e dal 1981 non sono stati esaminati nuovi esemplari.